# Grand Prix di pattinaggio di figura della Finlandia
Il Grand Prix della Finlandia, rinominato in anni diversi Grand Prix di Helsinki, Grand Prix di Espoo o Grand Prix Espoo, è una delle sei gare internazionali di pattinaggio di figura di livello senior che fanno parte del circuito Grand Prix organizzato dall'ISU. La competizione si è tenuta per la prima volta nel 2018 a Helsinki in sostituzione dell'allora cancellata Cup of China. In seguito all'invasione russa dell'Ucraina, la Rostelecom Cup del 2022 e del 2023 è stata cancellata e sostituita con il Grand Prix della Finlandia.

## Albo d'oro

### Uomini
| Anno | Località | Oro           | Argento        | Bronzo        | Details |
| 2018 | Helsinki | Yuzuru Hanyū  | Michal Brezina | Cha Jun-hwan  | [ 3 ]   |
| 2022 | Espoo    | Ilia Malinin  | Shun Satō      | Kevin Aymoz   | [ 4 ]   |
| 2023 | Espoo    | Kao Miura     | Shun Satō      | Kevin Aymoz   | [ 5 ]   |
| 2024 | Helsinki | Yuma Kagiyama | Kevin Aymoz    | Daniel Grassl | [ 6 ]   |

### Donne
| Anno | Località | Oro            | Argento                  | Bronzo            | Details |
| 2018 | Helsinki | Alina Zagitova | Stanislava Konstantinova | Kaori Sakamoto    | [ 3 ]   |
| 2022 | Espoo    | Mai Mihara     | Loena Hendrickx          | Mana Kawabe       | [ 4 ]   |
| 2023 | Espoo    | Kaori Sakamoto | Rion Sumiyoshi           | Amber Glenn       | [ 5 ]   |
| 2024 | Helsinki | Hana Yoshida   | Rino Matsuike            | Lara Naki Gutmann | [ 6 ]   |

### Coppie
| Anno | Località | Oro                                      | Argento                              | Bronzo                               | Details |
| 2018 | Helsinki | Natalia Zabiiako / Alexander Enbert      | Nicole Della Monica / Matteo Guarise | Daria Pavliuchenko / Denis Khodykin  | [ 3 ]   |
| 2022 | Espoo    | Rebecca Ghilardi / Filippo Ambrosini     | Alisa Efimova / Ruben Blommaert      | Anastasia Metelkina / Daniil Parkman | [ 4 ]   |
| 2023 | Espoo    | Minerva Fabienne Hase / Nikita Volodin   | Sara Conti / Niccolò Macii           | Maria Pavlova / Alexei Sviatchenko   | [ 5 ]   |
| 2024 | Helsinki | Deanna Stellato-Dudek / Maxime Deschamps | Maria Pavlova / Alexei Sviatchenko   | Rebecca Ghilardi / Filippo Ambrosini | [ 6 ]   |

### Danza su ghiaccio
| Year | Location | Oro                              | Argento                                      | Bronzo                              | Details |
| 2018 | Helsinki | Alexandra Stepanova / Ivan Bukin | Charlène Guignard / Marco Fabbri             | Lorraine McNamara / Quinn Carpenter | [ 3 ]   |
| 2022 | Espoo    | Piper Gilles / Paul Poirier      | Kaitlin Hawayek / Jean-Luc Baker             | Juulia Turkkila / Matthias Versluis | [ 4 ]   |
| 2023 | Espoo    | Madison Chock / Evan Bates       | Laurence Fournier Beaudry / Nikolaj Sorensen | Juulia Turkkila / Matthias Versluis | [ 5 ]   |
| 2024 | Helsinki | Lilah Fear / Lewis Gibson        | Piper Gilles / Paul Poirier                  | Juulia Turkkila / Matthias Versluis | [ 6 ]   |